# Pălatca (gmina)
Pălatca – gmina w Rumunii, w okręgu Kluż. Obejmuje miejscowości Băgaciu, Mureșenii de Câmpie, Pălatca, Petea i Sava. W 2011 roku liczyła 1218 mieszkańców.